# 4140 Branham
4140 Branham è un asteroide della fascia principale del diametro medio di circa 34,81 km. Scoperto nel 1976, presenta un'orbita caratterizzata da un semiasse maggiore pari a 3,0065351 UA e da un'eccentricità di 0,1163332, inclinata di 7,72415° rispetto all'eclittica.